# Ángel de los Santos
Ángel de los Santos Cano (Huelva, 1952. november 3. –) spanyol labdarúgó, középpályás.

## Pályafutása
1974–75-ben a Recreativo Huelva, 1975–76-ban a Sant Andreu, 1976–77-ben a Real Jaén, 1977 és 1979 között a Salamanca, 1979 és 1985 között a Real Madrid labdarúgója volt. 1985–86-ban a Salamanca csapatában fejezte be az aktív játékot.
A Real Madriddal egy spanyol bajnoki címet és két kupagyőzelmet ért el. Tagja volt az 1980–81-es idényben BEK-döntős, az 1982–83-as idényben KEK-döntős és az 1984–85-ös idényben UEFA-kupagyőztes csapatnak.

## Sikerei, díjai
Real Madrid
- Spanyol bajnokság (La Liga)
  - bajnok: 1979–80
- Spanyol kupa (Copa del Rey)
  - győztes (2): 1980, 1982
- Spanyol ligakupa (Copa de la Liga)
  - győztes: 1985
- Bajnokcsapatok Európa-kupája (BEK)
  - döntős: 1980–81
- Kupagyőztesek Európa-kupája (KEK)
  - döntős: 1982–83
- UEFA-kupa
  - győztes: 1984–85